# Municipio de Cass (condado de Schuylkill)
El municipio de Cass (en inglés: Cass Township) es un municipio ubicado en el condado de Schuylkill en el estado estadounidense de Pensilvania. En el año 2000 tenía una población de 2.383 habitantes y una densidad poblacional de 65 personas por km².

## Geografía
El municipio de Cass se encuentra ubicado en las coordenadas 40°45′06″N 76°16′29″O / 40.75167, -76.27472.

## Demografía
Según la Oficina del Censo en 2000 los ingresos medios por hogar en la localidad eran de $31,792 y los ingresos medios por familia eran $39,028. Los hombres tenían unos ingresos medios de $26,786 frente a los $20,982 para las mujeres. La renta per cápita para la localidad era de $15,389. Alrededor del 12,5% de la población estaban por debajo del umbral de pobreza.